# Austrocalais
Austrocalais is een geslacht van kevers uit de familie  
kniptorren (Elateridae).
Het geslacht is voor het eerst wetenschappelijk beschreven in 1967 door Neboiss.

## Soorten
Het geslacht omvat de volgende soorten:
- Austrocalais aquilonaris Neboiss, 1967
- Austrocalais pogonodes Neboiss, 1967